# Ahnenerbe
La Studiengesellschaft für Geistesurgeschichte‚ Deutsches Ahnenerbe e.V..(traduït de l'alemany com a "Societat per a la Recerca i Ensenyament sobre l'Heretatge Ancestral Alemany"), coneguda com a Ahnenerbe (en català: Heretatge Ancestral) o també SS-Ahnenerbe, va ser una entitat pseudocientífica alemanya constituïda formalment el 1935 per dirigents i ideòlegs del Partit Nacionalsocialista Obrer Alemany per a realitzar i divulgar recerques amb finalitats educatives en suport de la ideologia nazi i, en particular, de les seves teories lligades a la raça ària, en paral·lel amb les seves recerques sobre la raça germana.
El 1940, durant la Segona Guerra Mundial, l'Ahnenerbe va entrar en l'estructura de les SS, organització fonamental de l'aparell d'Estat del Tercer Reich, i dirigida, sota la presidència d'Heinrich Himmler, per Walther Wüst i Wolfram von Sievers. Va orientar la seva activitat cap a expedicions arqueològiques, etnològiques i antropològiques en països sud-americans com el Brasil, l'Argentina, Xile, i també a la regió de l'Himàlaia. Al final de la guerra va ser dissolta i les seves activitats investigades en els judicis de Núremberg. Va ser declarada organització criminal el 1946 juntament amb les SS. Sievers va ser jutjat i condemnat a la pena cabdal com a criminal de guerra. Per la seva natura, l'Ahnenerbe i la seva història són un dels temes abordats per les teories controvertides sobre l'ocultisme nazi.

## Orígens: 1935–1939
L'Ahnenerbe es registra com a fundació a partir de contribucions el 1r de juliol de 1935 per inspiració d'Heinrich Himmler, Hermann Wirth i el teòric Walter Darré, amb la fi de, segons estableix l'acte d'acusació del procés de Nuremberg anomenat "dels metges" :
 
Més tard, el 1940, s'incorpora a les SS com la secció coordinadora etnològica, Ahnenerbe-Stiftung, de l'Institut de recerques científiques militars, Institut für Wehrwissenschaftliche Zweckforschung. En el seu organigrama, era presidida per Himmler i dirigida pel rector de la Universitat de Múnic, el professor Sturmbannführer-SS Walther Wuest. La seva administració en nombrosos departaments va ser posada sota la responsabilitat del coronel Standartenführer-SS Wolfram Sievers.
Les seves activitats es van centrar a la primeria en els camps de l'antropologia i l'arqueologia amb l'objectiu de demostrar les teories de la superioritat racial, defensades a comptar dels anys 1910 pels extremistes de la Societat Thule, després adoptades per la doctrina política d'Adolf Hitler.

### Expedició al Tibet
L'Ahnenerbe va patrocinar el 1938 l'enviament d'una expedició al Tibet, la sola coneguda fora d'Alemanya malgrat el seu caràcter secret, sota la direcció del biòleg Ernst Schäfer, malgrat els recels d'aquest sobre l'obsessió de Himmler per l'ocultisme.
Va partir a l'abril de 1938, i va arribar al Tibet al gener següent. L'equip incloïa Bruno Beger, qui va estudiar els cranis d'unes 400 persones per a temptar provar que el Tibet era el lloc de naixement d'una raça nòrdica. Les seves primeres conclusions van ser que els tibetans eren en algun punt entre els mongols i les races europees. Altres membres de l'equip eren Edmont Geer i Karl Vinert. S'especula que Schäfer potser cercà a provar personalment que el Ieti era una espècie d'ós i, encara que ell no va trobar-ne cap espècimen, sí que va enviar més de 50 animals a Alemanya per a realitzar-ne un estudi addicional, així com 5000 tipus diversos de gra. L'equip també va adquirir 108 pàgines del text sagrat Kangschur.
L'expedició va acabar formalment el maig de 1939, però Schäfer no publicaria els seus resultats fins al 1950, amb el títol: Festival of the White Gauze Scarves: A research expedition through Tibet to Lhasa, the holy city of the god realm.

### Activitats en el Caucas
L'Ahnenerbe va dur a terme diverses activitats en el Caucas, principalment a la zona de l'muntanya Elbrús i les zones de restes lítiques pròximes, així com antics assentaments dels alans. S'especula que l'Ahnenerbe cercava la connexió entre els aris i gots, o els dos, amb les construccions prehistòriques de la zona.
L'Ahnenerbe va dur a terme diverses activitats en el Caucas, principalment a la zona de la muntanya Elbrús i les zones de restes lítiques pròximes, així com antics assentaments dels alans. S'especula que l'Ahnenerbe cercava la connexió entre els aris i gots, o els dos, amb les construccions prehistòriques de la zona.
S'ha trobat a la zona restes dels treballs d'Ahnenerbe: a l'estiu del 2015 es va descobrir un maletí amb els emblemes d'Ahnenerbe amb un estrany crani no humà, es va trobar un anell i un uniforme nazi i uns 200 cossos de soldats alemanys que havien estat sepultats per una allau. També es va trobar un mapa detallat de la zona d'Adiguèsia i hi ha detalls de l'anomenada "operació Edelweiss" de la Wehrmacht que va pujar a la muntanya Elbrús, la muntanya més alta d'Europa. Aquesta expedició la va realitzar el 49º Cos de Muntanya de la Wehrmacht que va acampar en Maikop; entre els rius Psheja i Pshish es van establir els regiments de tancs Germania i Nordland. A la tardor del 1942 es va establir en l'aeroport de Maikop la 3ª esquadrilla del 14º grup de reconeixement, que comptava avions bimotors Fw-189 altament equipats per a fer reconeixements.
Abans de començar les hostilitats de la Segona Guerra Mundial, l'exèrcit alemany va oferir col·laboració a la URSS per a fer una carretera de muntanya entre Pitsunda, costa del Mar Negre, fins a Ritsa, reserva natural en la qual se situa el llac Ritsa. La col·laboració es va deure, com després es va saber, a l'interès d'Alemanya per utilitzar les aigües d'una deu en una cova situada sota el llac Ritsa per a la fabricació de plasma sanguini humà, puix que la Ahnenerbe havia establert que la seva composició era ideal per a aquesta fi.

## 1939-1945
A partir de 1939 i durant la II Guerra Mundial, l'Ahnenerbe, dirigida operacionalment per Wolfram Sievers, va organitzar, segons les directrius de Himmler, el tràfic d'éssers humans destinats als experiments dels científics i investigadors SS associats i el seu aprovisionament en materials i equipament, encara que no va supervisar la pertinència tècnica dels treballs.

### Crims en l'Institut Anatòmic d'Estrasburg
Els presoners que van sofrir aquests experiments, considerats posteriorment com a crim contra la humanitat, procedien principalment del camp de Natzweiler i Dachau, les instal·lacions i equipament dels quals estaven a disposició expressa de l'Ahnenenrbe per a les recerques que dirigia de manera especialment activa el Prof. Hauptsturmfuehrer-SS August Hirt i el Dr. Sigmund Rascher, de l'Institut Anatòmic de la Reichsuniversität d'Estrasburg.

## 1946: condemna
Les proves aportades de la col·lecció del professor Hirt i els experiments de Dachau i Struthof van fer que la sala tribunal militar I del judici de Núremberg, conegut com a «procés dels doctors», condemnés el 26 d'octubre de 1946 a la pena de forca el coronel Wolfram Sievers pels assassinats, brutalitats, tortures i altres actes inhumans en els quals va participar aquesta organització. La pena va ser executada el 2 de juny de 1948, i fou el sol membre conegut de l'Ahnenerbe que va ser justiciat.

### Experiments
Es va considerar que l'Ahnenerbe va procurar els recursos perquè es duguessin a terme diversos experiments amb criminals condemnats i executats en els camps de concentració de Dachau i Struthof-Natzweiler, com estableix el document o sentència del judici dels doctors.
- Resistència a altitud: dins de càmeres de despressurització a Dachau, nombrosos presoners van trobar la mort;
- Injeccions de ceps de malària i extractes de glàndules de mosquit;
- Resistència a congelació: el 15 d'agost de 1942, Rascher va emprendre estudis de congelació sotmetent a baixes temperatures presoners a Dachau en benefici de la Luftwaffe.[7]
- Infecció de ferides amb gas mostassa;
- Potabilització d'aigua marina: els presoners eren privats d'aliment i la sola beguda fornida eren diferents variants d'aigua marina tractada químicament;
- Inoculació d'icterícia;
- Inoculació de tifus.

## Expedicions cancel·lades

### Bolívia
Després de guanyar vint mil Reichsmarks en un concurs d'escriptura, Edmund Kiss va viatjar cap a Bolívia el 1928 per a estudiar les ruïnes dels temples en els Andes. Va afirmar que la seva aparent similitud amb les antigues estructures europees indicava que havien estat dissenyades per migrants nòrdics milions d'anys abans. També va afirmar que les seves troballes sostenien la teoria del gel mundial, que afirmava que l'univers es va crear a partir d'un xoc cataclisme entre boles gegants de gel i massa brillant. Arthur Posnansky havia estat estudiant un lloc andí anomenat Tiwanaku, que també creia que sostenia la teoria.
Després de posar-se en contacte amb Posnansky, Kiss es va acostar a Wüst a la recerca d'ajuda per a planificar una expedició a fi d'excavar Tiwanaku i un lloc pròxim, Siminake. L'equip estaria format per vint científics, que excavarien durant un any i també explorarien el llac Titicaca, i prendrien fotografies aèries d'antigues carreteres inques que creien que tenien arrels nòrdiques. A la fi de l'agost del 1939, l'expedició era a punt d'embarcar-se, però la invasió alemanya de Polònia va provocar que l'expedició s'ajornés indefinidament.